# 皮特林根
皮特林根（德語：Püttlingen，發音：[ˈpʏtlɪŋən] ⓘ）是德国萨尔兰州萨尔布吕肯地区联合体的城市，总面积23.94平方千米，2023年12月31日总人口为18,243人。

## 友好城市
皮特林根与以下城市结为友好城市：
- 貝爾
- 克雷昂日
- 弗雷萨格兰迪纳里亚
- 新蘇爾
- 奥尔日河畔圣米歇尔
- 森夫滕贝格
- 維斯普雷姆
- 然貝爾克